# Кукавичко убиство Џесија Џејмса од стране Роберта Форда
Кукавичко убиство Џесија Џејмса од стране Роберта Форда (eng. The Assassination of Jesse James by the Coward Robert Ford) је вестерн драма Ендруа Доминика из 2007. снимљена према истоименом роману Рона Хансена из 1983. У главним улогама појављују се Бред Пит као Џеси Џејмс и Кејси Афлек као Роберт Форд. Филм је сниман у Калгарију, Едмонтону и Винипегу. Оригинално предвиђен за објављивање у 2006, филм је одгођен и премонтиран, а премијеру је доживео 21.9.2007. Иако филм приказује стварне историјске фигуре, у великој мери драматизује односе Џејмса и Форда.

## Радња
Увод / Пљачка воза
На почетку филма приповедач препричава многе чињенице и легенде о америчком одметнику с краја 19. века, Џесију Џејмсу (Бред Пит). Филм покушава раскринкати што је више могуће митова који су везани за Џејмса, а фокусира се на тему обожавања јунака и славних особа у 19. веку. Паралелно с Џесијевом, тече прича о Роберту Форду (Кејси Афлек), наизглед несигурном младићу који је одрастао уз приче о Џесију Џејмсу, а људи око њега га често називају кукавицом. Боб се даје у потрагу за својим јунаком у шумама Блу Ката у Мисурију где банда Џејмс припрема пљачку воза. Боб покуша постати члан банде уз помоћ свог брата Чарлија Форда (Сем Роквел), који је до тада био регрут. Џеси допусти Бобу да учествује у пљачки како би се покушао доказати, али га Џесијев брат Френк Џејмс (Сем Шепард) прозре, рекавши како нема потребних квалитета како би постао члан банде. Пљачка успева и постаје последња коју су починила браћа Џејмс. Френк након тога одлучује да одустане од криминала и да се скраси у Балтимору, оставивши брата да сам води банду. Џесију испрва не смета Боб, а с временом га почиње водити свуда. С временом, Боб успоставља однос с Џесијем који варира од љубави до мржње. Још му се диви до нивоа опседнутости, али је у исто време и љут па се боји Џесијеве насилничке природе. Џеси почиње примећивати Бобову непријатност и необични фанатизам па га на крају шаље даље од себе.
Свађа између Дика и Вуда
Чланови банде се након последње пљачке разилазе сваки на своју страну. Боб и даље жели да буде члан банде па почиње да се зближава с другим регрутима у банди који редовно одседају на фарми Марте Болтон (Елисон Елиот), старије Бобове сестре. Џесијев рођак Вуд Хајт (Џереми Ренер) такође одседа тамо, а често се користи Џесијевим статусом како би се наметнуо Бобу, што се овоме гади. Вуд почиње да се удвара Марти, али Дик Лидил (Пол Шнајдер) му се често нађе на путу. Дик, који је најобразованији члан банде, има репутацију заводника. Током Диковог и Вудовог боравка у Вудовом дому у Кентакију, Дик се намерно посвађа с Вудом након спавања с његовом маћехом Саром Хајт (Кејлин Си). Дик бежи кући у Канзас Сити.
Завера
У замену за партнерство, Дик једног дана Бобу открива да се удружио с Џимом Каминсом, препреденим чланом банде у заверу како би заробили Џесија због награде. Лик Џима Каминса се не појављује у филму, али се често спомиње како би се додао ефект Џесијевој параноји. Џеси воли посећивати чланове своје банде свраћајући у њихове домове. Одлучује да посети срамежљивог Еда Милера (Гарет Дилахант), најглупљег члана банде. Еду одједном излети информација о завери Џима Каминса. Џеси одвлачи Гарета дубоко у шуму, убија га и креће у лов на Џима. Зауставља се у Канзас Ситију како би покупио Дика, њих двојица настављају пут према фарми Џима Каминса. Тамо сусрећу његовог нећака Алберта Форда, рођака Роберта и Чарлија Форда. Иако Алберт не зна где је Џим, Џеси га пребија и открива своју насилност и оптерећеност. Дик га зауставља у даљим покушајима да науди дечаку. Збуњен својим поступцима, Џеси плаче и шета како би се прибрао. Дик одлучује да се врати на Мартину фарму.
Обрачун / Вечера
Вуд се враћа у Кентаки на фарму Болтонових где сусреће Дика. Двојица одлучују да се обрачунају пиштољима у соби на спрату. Вудова присутност буди Фордове. Чарли искаче кроз прозор како би измакнуо обрачун, а Роберт се крије у свом кревету. Вуд и Дик настављају с пуцњавом. Дик убрзо остаје без муниције, а остаје и непокретан због метка који га је погодио у ногу. Али пре него што га је Вуд докрајчио хицем у главу, Боб се присети договора о партнерству. Извлачи пиштољ и пуца Вуда с леђа пре него што је овај повукао окидач. Како би све то затајили Џесију, одлучују закопати Вудов леш у јаму. Џеси се појављује једне ноћи како би посетио Фордове. Током вечере Боб се почне понашати нервозно, а Џеси то одмах примети. Џеси исприча Бобу кратку причу о човеку којег је убио јер га је издао и објасни му како га Боб подсећа на њега. Боб губи живце и повлачи се из собе, док Џеси и Чарли почну планирати пут у Сент Џозеф у Мисурију, где Џеси тренутно живи с породицом. Џеси у Сент Џозефу сазнаје за Вудов нестанак.
Разговор с властима
Бобово поштовање за Џесија почиње опадати, а почиње расти мржња према његовом хероју док схвата како књиге о Џесију које је читао као дете немају много везе са стварношћу. Боб се покушава осветити Џесију разговарајући с Диком о томе да се преда полицији. Учинивши то, доказује пуну верност банди Џејмс. Дик након тога признаје учествовање у убиству Вуда Хајта и пристаје преузети сву кривицу на себе. Како би се спасили, Лидил открива све што зна о пљачкама банде Џејмс. Док Дика држе у полицији, Боб се договара с гувернером Критенденом (Џејмс Карвил), а Фордови према том договору морају ухватити Џесија Џејмса за десет дана или мање у замену за десет хиљада долара. У међувремену, при повратку из Сент Џозефа, забринути Џеси открива Чарлију да жели да се убије. Чарли га након тога успешно наговара да узме Боба под своје крило.
Нервоза
Роберт и Чарли Форд остају једини активни чланови у банди осим Џесија. Он држи браћу на оку, забрањујући им да иду игде без њега. Браћа се усељавају у Џесијев дом у Сент Џозефу, заједно с Џесијевом женом Зи (Мери-Луиз Паркер) и њихово двоје деце. Једне ноћи у дневном боравку, Џеси зове Фордове да учествују у пљачки банке у Плет Ситију. Одлучује да им демонстрира како ће пререзати благајников врат, држећи притом нож на Бобовом врату. Џеси затим држи насилни монолог о томе како ће убити благајника и повлачи се оставивши Боба дубоко потресеног. Иако се Џеси испрва према томе односи са шалом, престаје се смејати само како би још више осрамотио Боба. Џеси излази из собе оставивши забринуте Фордове који су у страху да их не убије. Постаје очито да је Џеси подлегао својим причама - понашање му сваким даном постаје све непредвидљивије. С времена на време, он чак "прориче" Бобову издају. Увек на оку држи оружје, чак и при спавању. С обзиром на дане околности, Боб одлучује да ће га убити јер би то била најсигурнија опција. Иако се Џејмс почиње понашати све чудније, говори Бобу како му је понашање постало проблем те да се осећа беспомоћно и да се не може решити суицидалних мисли. Како би се искупио за своје поступке, Џеси поклања Бобу нови пиштољ.
Убиство
На дан убиства, браћа Форд се муче са задатком који су добили, посебно Чарли, који је Џесија дуго сматрао једним од најбољих пријатеља. Џеси се враћа кући након шетње са сином и одлази у кухињу на доручак, бацивши новине на кауч. Неколико тренутака касније, док се сви припремају за јело, Роберт пролази кроз дневни боравак према кухињи и случајно угледа новине на каучу с насловом "Хапшење и признање Дика Лидила". Не размишљајући много, Боб гура део новина испод јастука на каучу и седи у кухињи након што је завезао ремен за пиштољ. Џеси устаје и иде по новине. Враћа се натраг и почиње читати и мешати кафу. Сазнаје за Диково признање убиства Вуда Хајта. Џеси се загледа у браћу Форд све сумњичавији зашто му нису рекли за то. Чини се да је схватио да су га браћа издала. Њих тројица одлазе у дневни боравак како би се припремили за пут у Плет Сити. Боб се први диже, али се у паници баци у столицу за љуљање. Џеси улази последњи, али уместо да се издере на Фордове, погледа кроз прозор, одсутно и сањиво. Фордови се припреме за најгоре, али се чини како Џејмс суздржава свој бес због присутности жене и деце. Након тихе станке, наизглед свестан да је дошло његово време и прихватајући то, Џеси скида свој ремен за пиштољ и оставља га на каучу, као последњи доказ да им у потпуности верује. Боб по први пут у животу гледа Џесија ненаоружаног. Џеси се окреће и загледа у прашњаву слику коња. Пење се на столицу како би је очистио, иако се слика лако може дохватити с ногу. На Џесијеву жалост, оно што је он само замишљао постаје стварност: Роберт Форд искоришћава предност. Џеси гледа у одразу на слици како Боб посеже за пиштољем и пуца га у потиљак. Зи улеће у дневни боравак и почиње очајно јецати над мужевим телом. Фордови беже како би обавестили гувернера.
Кукавица Боб / Епилог
Након убиства, Роберт Форд постаје славна особа и почиње наступати у позоришту, постављајући дан за даном на позорници представу о Џесијевом убиству. Његов брат глуми Џејмса, а Роберт преузима сву славу као човек који је убио Џесија Џејмса. Чарлијева веселост више се не примећује. Чини се, па и Чарлију, да Боб не показује ни трунке покајања за Џесијево убиство, те одбија наводе о свом кукавичлуку. С друге стране, Чарлија све више мучи оно што је учинио. Почиње се питати зашто је то учинио и почиње писати писма Зи Џејмс молећи је за опроштај - но, ниједно није послато. Обузет кривицом, Чарли се на крају убија. Нешто почиње мучити и Боба. Уместо да се Џесија Џејмса сећа као криминалца и убице, он постаје идеал у стилу Робина Худа. Публика сада почиње избегавати Форда и назива га издајником. У тренуцима беса, Боб сања како посећује породице жртава Џесија Џејмса, у покушају да се подсети како оно што је учинио није било узалуд. У сталним покушајима да се ослободи кривице, Боб се одаје алкохолу, обилазећи локалне крчме само да би направио будалу од себе. Касније се заљубљује у лепу певачицу Дороти Еванс (Зои Дешанел), која се упушта у дуге разговоре с њим како би га утешила. У касним годинама свог живота, Боб се сели у Колорадо како би отворио салун у малом рударском градићу Крид, још несигуран о својој судбини. У последњој сцени филма, тражи га човек по имену Едвард О’Кели, уз речи приповедача:
Стидео се својег хвалисања, глуме да је храбар и немилосрдан. Било му је жао због хладнокрвности, мањка страсти, немогућности да изрази оно што је сада веровао. Да жали што је убио Џесија. Недостајао му је као и свима и желео је да га није морао убити. Чак и док је ходао својим салуном, знао је да се осмеси гасе чим окрене леђа. Примио је толико претећих писама да их је читао без иједног осећања, осим знатижеље. Дане је проводио у својем стану и окретао карте, тражио је своју судбину у сваком краљу или дечку. Едвард О’Кели дошао је из Бачелора у 1 сат, 8. јуна. Није имао план, никакву стратегију, ни неки договор с властима. Само неодређену жељу за славом и општу потребу за осветом против Роберта Форда. О’Кели је добио доживотни затвор у затвору у Колораду због убиства с предумишљајем. Прикупило се преко 7 000 потписа у петицији за пуштање О’Келија и 1902, гувернер Џејмс Б. Орман пустио је човека на слободу. За Боба није било посмртних говора. Фотографије његовог тела нису се продавале у трговинама. Људи нису преплавили улице да по киши испрате његов леш. Нису писане његове биографије. Нити су децу називали по њему. Нико није платио 25 центи да уђе у собе у којима је одрастао. Сачмарица је бљеснула, Ела Меј је вриснула, али Роберт Форд је само лежао на поду и гледао у плафон. Очи су му се полако гасиле и није могао смислити праве речи.

## Глумци
Банда
- Бред Пит као Џеси Џејмс
- Кејси Афлек као Роберт Форд
- Сем Роквел као Чарли Форд
- Пол Шнајдер као Дик Лидил
- Џереми Ренер као Вуд Хајт
- Сем Шепард као Френк Џејмс
- Гарет Дилахант као Едвард Т. Милер

Жене
- Мери-Луиз Паркер као Зи Џејмс
- Елисон Елиот као Марта Болтон
- Кејлин Си као Сара Хајт
- Зои Дешанел као Дороти Еванс

Власти
- Џејмс Карвил као Гувернер Томас Т. Критенден
- Мајкл Паркс као Хенри Крег
- Тед Левин као Шериф Џејмс Тимберлејк

Остали
- Хју Рос као Приповедач

## Продукција
Ворнер брос и Плен Би Ентертејнмент су у марту 2004. откупили права на филм према Хансеновом роману Кукавичко убиство Џесија Џејмса од стране Роберта Форда из 1983. За редитеља и сценаристу је ангажован Ендру Доминик, док је први избор за Џесија Џејмса био Бред Пит. За улогу Роберта Форда постојала су два избора: Афлек и Шаја Лабаф; Афлек је изабран јер се сматрало како је Лабаф премлад. Стратег председничке кампање Била Клинтона, Џејмс Карвил, изабран је за улогу гувернера Мисурија. Пит је потписао уговор у јануару 2005, а снимање је почело 29. августа 2005. у Калгарију. Снимање се одвијало и у подручјима Алберте, укључујући Макинон флетс, Херитеџ парк, Фермонт Пелисер хотел и подручје Кананаскиса, на неколико приватних ранчева и у историјском Форт Едмонтон Парку. Близу Гоут крика у Алберти је за милион долара изграђен историјски град Крид у Колораду. Снимање је завршено у децембру 2005. Филм је оригинално монтирао редитељ Доминик да буде "мрачно, сложено истраживање славе и нечасности", сличан стилу Теренса Малика. Студио се противио Доминиковој визији и тражио више акције, у стилу Клинта Иствуда. Једна верзија филма трајала је више од три сата. Пит и Ридли Скот, продуценти филма, те монтажери Дилан Тикенор (који је у раној фази напустио продукцију како би монтирао Биће крви, замењен је с монтажером Кертисом Клејтоном, који је на крају довршио продукцију) и Мајкл Кан, сарађивали су како би тестирали разне верзије које нису добиле добре оцене од тест публике. Упркос негативним реакцијама, публика је сматрала како су Питове и Афлекове глуме најбоље у њиховим каријерама. Бред Пит је тражио да се у уговор унесе клаузула како се не сме мењати назив филма.

## Премијера
Филм је оригинално требало бити премијерно приказан 15. септембра 2006, али отказана је за фебруар 2007, а на крају за 21. септембар 2007, готово две године након завршетка снимања.
У првом викенду је зарадио 147,812 долара, а укупно мање од четири милиона долара. Ворнер брос је 5. фебруара 2008. филм објавио и на DVD-у у Америци, а 31. марта и у Уједињеном Краљевству.

## Реакције

### Критике
Према подацима од 7. децембра 2007, Ротен томејтоз је забележио да је 75% рецензија 142 рецензента било позитивно.
Брајан Талерико с УГО-а дао је филму оцену "A" и рекао како је то "најбољи вестерн након Неопростивог". Додао је, "С невероватним визуелним доживљајем, глумама вредним наградама и сценаријем који вреди ризика, Џеси Џејмс је ремек-дело и један од најбољих филмова године." Курт Лодер с МТВ-a је рекао, "Ако морам извлачити клишее као што су 'вредан Оскара', засигурно бих изабрао овај филм, због више ствари." Ричард Репер у телевизијској емисији Еберт и Репер је рекао, "Ако волите класичне и гиздаве вестерне као што су Мекејб и гђа Милер и Јахачи на дуге стазе, онда је ово филм за вас." Филмски критичар Стивен Вити из Стар-леџера дао је филму четири звездице и назвао га "епским филмом који је делом монографија, делом тужна балада и надасве портрет нашег времена, гледаног у удаљеном огледалу." Вити је додао да је филм "далеко супериорнији" и "доследнији свом свету" него У 3:10 за Јуму. Џош Розенблат из Остин хроникла дао је филму три и по звездице те рекао како се филм "хвата многих класичних вестерн метафора - проласка времена, импозантних крајолика, трајне усамљености, лежерног насиља - и означава њихове крајње рубове."
Филмски критичар Емануел Леви дао је филму оцену "А" те написао, "Заједно с Нема земље за старце Џоела и Итана Коена, који је замаскирани вестерн, или чак модерни вестерн, Кукавичко убиство Џесија Џејмса од стране Роберта Форда је друго ремек-дело сезоне." Леви је додао, "Као Бони и Клајд, Домиников вестерн је брилијантна, поетична сага о легендарном америчком криминалцу као и медитативна деконструкција најсталнијих проблема наше културе: повезаности криминала и славе, митова о хероизму и опсесије славним особама." Луис Бил из Филм џурнал интернешнл је рекао "Беспрекорно снимљен, с изврсним глумцима и режијом, ово је уистину импресиван филм сценаристе-редитеља Ендруа Доминика… али на тренутке пати од елефантијазе." Бил је рекао како је Афлек "изврстан у прекретничкој улози", а додао је како је Пит "страшан и харизматичан." Написао је, "Чини се како је редитељ заљубљен у свој троми ритам, није у стању скратити пет или десет секунди у многим сценама што би филму дало прикладније трајање." Бил је закључио је филм "фасцинантно дело настало на књижевном предлошку које успева у оба жанра."
Британски критичар Марк Кермод назвао је филм најбољим по његовом избору у 2007. у годишњој рецензији у радијској емисији Сајмона Меја на ББЦ-у.
Многи критичари су рекли како је филм предугачак. Кирк Ханикат из Холивуд репортера рекао је како веза између Пита и Афлека "постаје засићена у предугим кадровима, понављајућим сценама, вестерн крајолицима и мумлајућим дијалозима с тврдим нагласком." Боб Штраус из Лос Анђелес дејли њуза дао је филму две и по од четири звездице и рекао, "Кратко и јасно, ствар је предуга и преспора." Додао је, "Сваки елемент овог вестерна је прелепо приказан. Зашто га је онда заморно гледати?" Пем Грејди с Reel.com је дала филму две од четири звездице и рекла, "Филм је једноставно предугачак, испразна стилска вјежба." Стефани Закарек са Salon.com рекла је како "филм представља прекретницу у филмској историји. То је можда први пут да смо били позвани гледати књигу на врпци."

### Топ десет листе
Филм се појавио на многим топ десет листама најбољих филмова 2007. разних критичара.
- 1. - Марк Кермод, ББЦ рејдио 5 лајв
- 1. - Питер Вондер Хар, Филм трет
- 1. - Реј Бенет, Холивуд репортер
- 1. - Мет Кејл, Рутлес ривјуз [27]
- 2. - Dенис Харви, Варајети
- 3. - Клаудиа Пуиг, Ју-Ес-Еј тудеј
- 3. - Мик Ласал, Сан Франциско хроникл
- 4. - Том Черити, ЦНН [28]
- 4. - Џек Метјуз, Њујорк дејли њуз
- 4. - Скот Тобајас, Еј-Ви клаб
- 5. - Часопис Емпајр
- 5. - Кит Фипс, Еј-Ви клаб
- 5. - Таша Робинсон, Еј-Ви клаб
- 6. - Скот Фаундас, Ел-Еј викли
- 6. - Џонатан Розенбаум, Чикаго ридер
- 9. - Лиса Шварцбаум, Ентертејнмент викли
- 9. - Ник Шагер, Слент магазин
- 9. - Мајкл Филипс, Чикаго трибјун
- 10. - Џ. Хоберман, Вилиџ војс

### Награде и номинације
Национално друштво за филмску критику назвало је Кукавичко убиство Џесија Џејмса од стране Роберта Форда једним од 10 најбољих филмова 2007. Прогласио је Афлека најбољим споредним глумцем на филму. Удружење филмских критичара Сан Франциска прогласило је филм најбољим у 2007. Удружење је наградило и Афлека наградом за најбољег споредног глумца. Афлек је у истој категорији номинован и за Златни глобус.
Филм је био номинован за два Оскара. Афлек је био номинован за најбољег споредног глумца, а Роџер Дикинс за најбољу фотографију.